# Undone
 (septembre 2019).
Undone est une série d'animation pour adultes américaine de genre comédie dramatique, créée par Raphael Bob-Waksberg et Kate Purdy, et mise en ligne entre le 13 septembre 2019 et le 29 avril 2022 sur Prime Video. Elle est animée avec la technique de rotoscopie,,,,.

## Synopsis
Alma est une jeune femme de 28 ans qui, après être sortie indemne d'un grave accident de voiture, découvre un nouveau rapport au temps. Son expérience lui donne la force de chercher à découvrir la vérité sur la mort de son père.

## Distribution
- Rosa Salazar (VF : Elisabeth Ventura) : Alma Winograd-Diaz, elle commence à développer la capacité à manipuler le temps après son accident de voiture.
- Angelique Cabral (VF : Marie Tirmont) : Becca Winograd-Diaz, petite sœur de Alma, elle vient de se fiancer.
- Constance Marie (VF : Sophie Riffont) : Camila Diaz, la mère de Alma.
- Siddharth Dhananjay (VF : Anatole de Bodinat) : Sam, le petit-ami d'Alma. Elle rompt avec lui mais ne s'en souvient pas après l'accident. Il essaie d'en profiter pour agir comme si ce n'était pas arrivé.
- Daveed Diggs (VF : Jean-Baptiste Anoumon) : Tunde, le patron d'Alma.
- Bob Odenkirk (VF : Lionel Tua) : Jacob Winograd, le père décédé d'Alma, qui lui a demandé d’enquêter sur son meurtre.

 Source et légende : version française (VF) sur RS Doublage

## Épisodes

### Première saison (2019)
1. L'Accident (The Crash)
2. L'Hôpital (The Hospital)
3. Blackjack (Handheld Blackjack)
4. Bouger les clefs (Moving the Keys)
5. Seule (Alone in This (You Have Me))
6. Des prières et des visions (Prayers and Visions)
7. Le Mariage (The Wedding)
8. La Nuit d'Halloween (That Halloween Night)

### Deuxième saison (2022)
Le 21 novembre 2019, la série est renouvelée pour une deuxième saison, mise en ligne le 29 avril 2022.
1. La Grotte (The Cave)
2. Le Portrait (The Painting)
3. Direction le Mexique (Mexico)
4. Reflets (Reflections)
5. Les Poumons (Lungs)
6. Aidez-moi (Help Me)
7. Corriger le passé (Rectify)
8. Tout le monde s'aime (We All Love Each Other)